# Sant Salvador de Concabella
Sant Salvador de Concabella és una església romànica situada al nucli de la població de Concabella, al municipi dels Plans de Sió (Segarra). És un monument protegit i inventariat dins el Patrimoni Arquitectònic Català.

## Descripció
Es tracta d'una petita església situada al mig del nucli, d'una sola nau amb capçalera absidal. La porta d'accés s'obra al mur sud, on es troba la façana principal coronada per un campanar d'espadanya de dos ulls. Els murs estan fets amb carreus de pedra regulars, de tipus mitjà. A uns dos metres sota la teulada hi ha una petita imposta, que sobresurt de les parets al voltant de tota l'església, excepte la paret de ponent que és completament llisa. L'absis, completament llis excepte la presència de l'anomenada imposta, és visible solament en una quarta part, ja que la resta està oculta per la presència de la rectoria a la dreta i la sagristia a l'esquerra, costat on apareix un altre cos de l'edifici, que es pot considerar com el braç esquerre del creuer, afegit a l'estructura primitiva de l'església, amb la presència d'una finestra gòtica, i uns contraforts gruixuts.
L'element artístic més important és la seva portalada, formada per un cos arquitectònic que sobresurt de l'edifici. En la part superior està protegida per un guardapols motllurat sostingut per vuit mènsules sòbriament decorades i molt erosionades. La portalada consta de tres arquivoltes en degradació sostingudes per tres columnes amb els seus capitells ornamentals i tot el conjunt descansa sobre un basament de planta quadrangular, entre els quals es troben els tres esglaons d'entrada. Les columnes són exemptes, amb fust monolític i llis, per damunt de les quals apareixen els capitells, en forma de piràmide invertida, decorats amb motius vegetals. De damunt dels capitells apareixen tres arquivoltes amb les motllures també decorades. Forta influència de l'escola de Lleida.
Finalment, destacar la presència a un dels murs laterals de la rectoria, edifici del segle XVI-XVII, d'una placa de marbre en forma de creu amb una inscripció de la Santa Missió: "Si vols entrar en la vida guarda els manaments St. Mateu 1951-1964".

## Història
Els orígens de Sant Salvador s'han de buscar a la primera meitat del segle xi. L'any 1051 hi ha consignat un llegat de dues unces a l'obra. La construcció actual no pot situar-se abans de la segona meitat del segle xiii, donada la seva vinculació a l'estil arquitectònic de l'escola lleidatana.
La història de l'església es troba estretament relacionada amb la canònica de Santa Maria de Solsona, a la qual es troba subjecta des de la primera meitat del segle xii (l'any 1151 apareix en una butlla d'Eugeni III adreçada a Solsona). En l'acte de consagració del 1098 estava subjecta a Santa Maria de Guissona.